# Thymus arundanus
Thymus arundanus là một loài thực vật có hoa trong họ Hoa môi. Loài này được Willk. miêu tả khoa học đầu tiên năm 1891.